# Megàlits de Medway
Els megàlits de Medway (en anglès, Medway Megaliths), de vegades anomenats megàlits de Kent (en anglès, Kentish Megaliths), són un grup de túmuls allargats amb càmera del començament del Neolític i altres monuments megalítics situats a la vall inferior del riu Medway a Kent, al sud-est d'Anglaterra. Construïts a partir de pedra sarsen local i sòl, entre els mil·lennis IV i III aC, representen l'únic grup megalític prehistòric conegut a l'est d'Anglaterra i el grup més al sud-est de Gran Bretanya.
Segueixen sent una de diverses tradicions de túmuls allargats amb càmera regionals a Gran Bretanya, encara que tenen certes característiques arquitectòniques precises que els distingeixen d'altres grups. El propòsit d'aquests túmuls allargats segueix sent difícil, encara que alguns es van usar com a tombes per a les restes d'un grup selecte d'individus. També es creu àmpliament que eren llocs on es realitzaven rituals religiosos. Molts arqueòlegs creuen que reflecteixen el procés de neolitització de Gran Bretanya, ja que les poblacions de caçadors-recol·lectors van ser reemplaçades per pastors.
S'han identificat tres tombes amb càmeres a l'oest del riu: pedres de Coldrum, túmul d'Addington i túmul de Chestnuts. A l'est del riu, s'han identificat altres tres tombes compartides: Kit's Coty House, Little Kit's Coty House i el megàlit de Smythe encara que també s'ha suggerit que dos megàlits propers, la pedra Coffin i la pedra White Horse, són part de les restes d'antigues tombes amb càmera. També s'han identificat una casa comunal i un recinte de calçada del Neolític inicial prop dels monuments.
Els megàlits de Medway s'han danyat i dilapidat des de la construcció original, en gran part a causa d'un programa intencional de destrucció a finals del segle xiii. Van començar a atreure l'interès dels antiquaris a finals del segle xvi, que van desenvolupar una sèrie de teories errònies sobre el seu origen, abans de ser investigats científicament pels arqueòlegs a finals del segle xix. El folklore local també ha crescut al voltant dels monuments, que van arribar a ser interpretats i utilitzats com a llocs sagrats pels pagans contemporanis a la fi del segle xx.

## Descripció

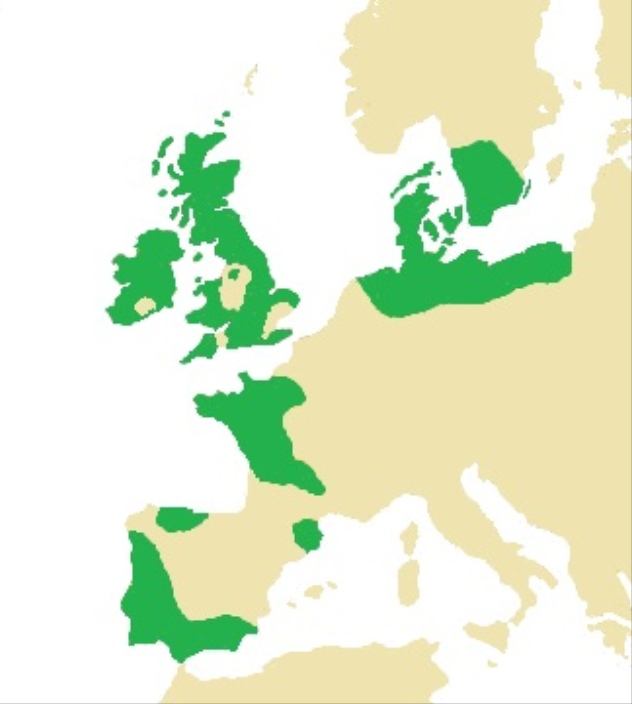
La construcció de túmuls allargats i monuments funeraris similars va tenir lloc en diverses parts d'Europa, en verd, durant el Neolític inicial.

En tota l'Europa occidental, el neolític inicial va marcar el primer període en què els humans van construir estructures monumentals. Aquests incloïen túmuls allargats amb càmera, túmuls de terra rectangulars o ovalats que tenien una càmera integrada en un extrem. Algunes d'aquestes càmeres es van construir amb fusta i unes altres amb pedres grans, ara conegudes com a megàlits. Els túmuls allargats sovint servien com a tombes, que albergaven les restes físiques dels morts dins de la seva càmera. Els individus rares vegades van ser enterrats sols en el Neolític inicial, eren enterrats en enterraments col·lectius amb altres membres de la seva comunitat. Durant el Neolític inicial, des del sud-est de la península ibèrica fins al sud de Suècia, es van construir tombes compartides al llarg de la costa d'Europa occidental, que abastaven la majoria de les illes britàniques. La tradició arquitectònica es va introduir a Gran Bretanya des d'Europa continental en la primera meitat del quart mil·lenni abans de Crist. Hi ha edificis de pedra, com Göbekli Tepe, en la Turquia moderna, que els precedeixen en uns 5500 anys, però els túmuls allargats constitueixen la primera tradició generalitzada de construcció de la humanitat amb pedra.
Encara que ara tot està en un estat ruïnós i no conserva el seu aspecte original, al moment de la construcció, els megàlits de Medway haurien estat alguns dels monuments funeraris del Neolític inicial més grans i visualment més imponents de Gran Bretanya. Agrupats al llarg del riu Medway a mesura que travessa North Downs, i constitueixen el grup més al sud-est de monuments megalítics a les Illes Britàniques, i l'únic grup megalític en l'est d'Anglaterra. Els arqueòlegs Brian Philp i Mike Dutto van considerar que els megàlits de Medway són «alguns dels jaciments arqueològics més interessants i coneguts» a Kent, mentre que l'arqueòleg Paul Ashbee els va descriure com «les estructures més grandioses i impressionants de la seva espècie en el sud d'Anglaterra».
Els megàlits de Medway es poden dividir en dos grups separats: un a l'oest del riu Medway i l'altre en el pujol Blue Bell a l'est, entre 8 i 10 quilòmetres de distància. El grup occidental inclou Coldrum Long Barrow, Addington Long Barrow i Chestnuts Long Barrow. El grup oriental consisteix en el megàlit de Smythe, Kit's Coty House, Little Kit's Coty House i diverses altres pedres que alguna vegada van poder haver estat part de tombes compartides, especialment la pedra White Horse. No se sap si tots van ser construïts al mateix temps, i no se sap si cadascun va complir la mateixa funció o si va haver-hi una jerarquia en el seu ús.

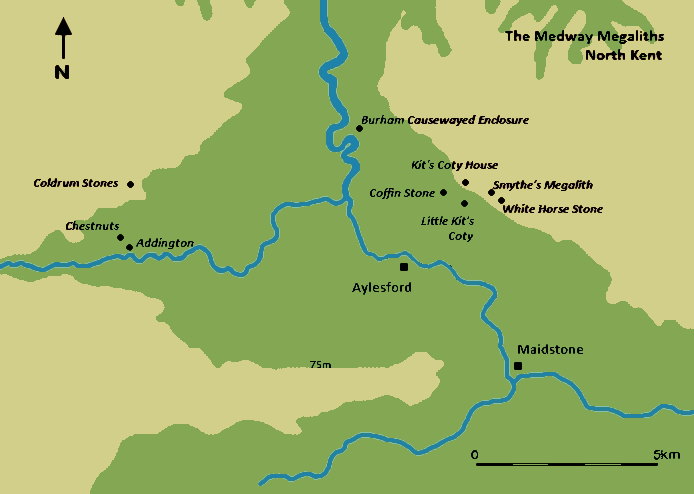
Mapa dels megàlits de Medway al voltant del riu Medway. Les marques negres marquen les posicions dels megàlits a banda i banda del riu Medway.

Els túmuls allargats de Medway es van conformar al mateix pla de disseny general, tots estan alineats en un eix d'est a oest. Cadascun tenia una càmera de pedra en l'extrem aquest del monticle, i probablement tenien una façana de pedra que flanquejava l'entrada. Tenien altures internes de fins a 3,0 metres, fent-los més alts que la majoria dels altres túmuls allargats a Gran Bretanya. Les càmeres es van construir a partir d'arenisca sarsen, una pedra densa, dura i duradora que es troba naturalment en tot Kent, formant-se a partir de sorra de l'època de l'Eocè. Els primers constructors neolítics haurien seleccionat blocs de l'àrea local, i després els haurien transportat al lloc del monument a erigir.
Aquestes característiques arquitectòniques comunes entre els megàlits de Medway indiquen una forta cohesió regional sense paral·lels directes en altres parts de les Illes Britàniques. No obstant això, igual que amb altres agrupacions regionals de túmuls allargats de l'inici del Neolític, com el grup Cotswold-Severn al sud-oest de Gran Bretanya, també hi ha diverses idiosincràsies en els diferents monuments, com la forma rectilínia de Coldrum, la façana de Chestnut Long Barrow i els monticles llargs i prims a Addington i Kit's Coty. Aquestes variacions podrien haver estat causades per l'alteració i adaptació de les tombes en el transcurs del seu ús. En aquest escenari, els monuments serien estructures compostes.
Els constructors d'aquests monuments probablement van ser influenciats per tombes preexistents que coneixien. Es desconeix si aquestes persones havien crescut localment o s'havien mudat a l'àrea de Medway des d'un altre lloc. Basat en una anàlisi estilística de la seva arquitectura, l'arqueòleg Stuart Piggott va pensar que la intenció darrere dels megàlits de Medway s'havia originat a l'àrea al voltant dels Països Baixos. Glyn Daniel va pensar que el seu disseny derivava d'Escandinàvia, John H. Evans va pensar en Alemanya i Ronald F. Jessup va suggerir una influència del grup Cotswold-Severn. Ashbee va trobar que la seva agrupació propera recordava les tradicions megalítiques del santuari de tombes del nord d'Europa continental, i va emfatitzar que els megàlits de Medway eren una manifestació regional d'una tradició generalitzada en tota l'Europa neolítica inicial. Va concloure que un lloc d'origen precís era «impossible d'indicar» amb les evidències disponibles.